# Иоаким (Мартинианос)
Митрополит Иоаким (греч. Ιωακείμ, в миру Константи́нос Мартиниано́с греч. Κωνσταντίνος Μαρτινιανός также Мартицис греч. Μαρτίτσης; октябрь 1875, Воскопоя, Корча — 10 декабря 1953, Ксанти) — архиерей Элладской православной церкви (формально также Константинопольской православной церкви); митрополит Ксантийский и Перифеорийский (1935—1953).

## Биография
Родился в октябре 1875 года в Мосхополи, в Северном Эпире в валахской семье.
Окончил Великую школу нации и в 1898 году — Халкинскую богословскую школу.
4 апреля 1903 года патриархом Константинопольским Иоакимом III был хиротонисан во диакона и позднее — во пресвитера с назначением проповедником в Константинополе.
10 июля 1911 года состоялась его архиерейская хиротония и возведение в достоинство митрополита Велеградского (резиденция в Берате). Хиротонию совершили: митрополит Деркский Каллиник (Фотиадис), митрополит Митилинский Кирилл (Мумдзис), митрополит Лемносский Геннадий (Алексиадис), митрополит Деврский Парфений (Гольяс) и митрополит Критский Феоклит.
В 1924 году был изгнан из Албании и переселился в Грецию, где 9 октября 1924 года был избран митрополитом Парамитийским.
3 сентября 1925 года был избран на Неапелагонийскую кафедру (в 1930 году стала называться Птолемаиской и Эордейской митрополией).
В ноябре 1935 года был избран митрополитом Ксантийским и Перифеорийским, а 5 декабря 1942 года — митрополитом Полианийским и Килкисийским. Пребывание на кафедре было связано с трудным периодом немецкой оккупации.
10 декабря 1945 года был вновь возвращён на Ксантийскую и Перифеорийскую кафедру, где пребывал до своей кончины 10 декабря 1953 года.